# 犹太教卡拉派
犹太教卡拉派（英語：Karaite Judaism；希伯来语：יהדות קראית），又译作迦拉特派，是犹太教的一个教派。可能是在公元7世纪至9世纪在巴比伦或埃及出现的。
卡拉派以对塔纳赫及犹太教律法的不同见解为特征，与主流的拉比犹太教（三大派系）区分开来。Karaite这个词的字面意思为阅读希伯来语文书的人。

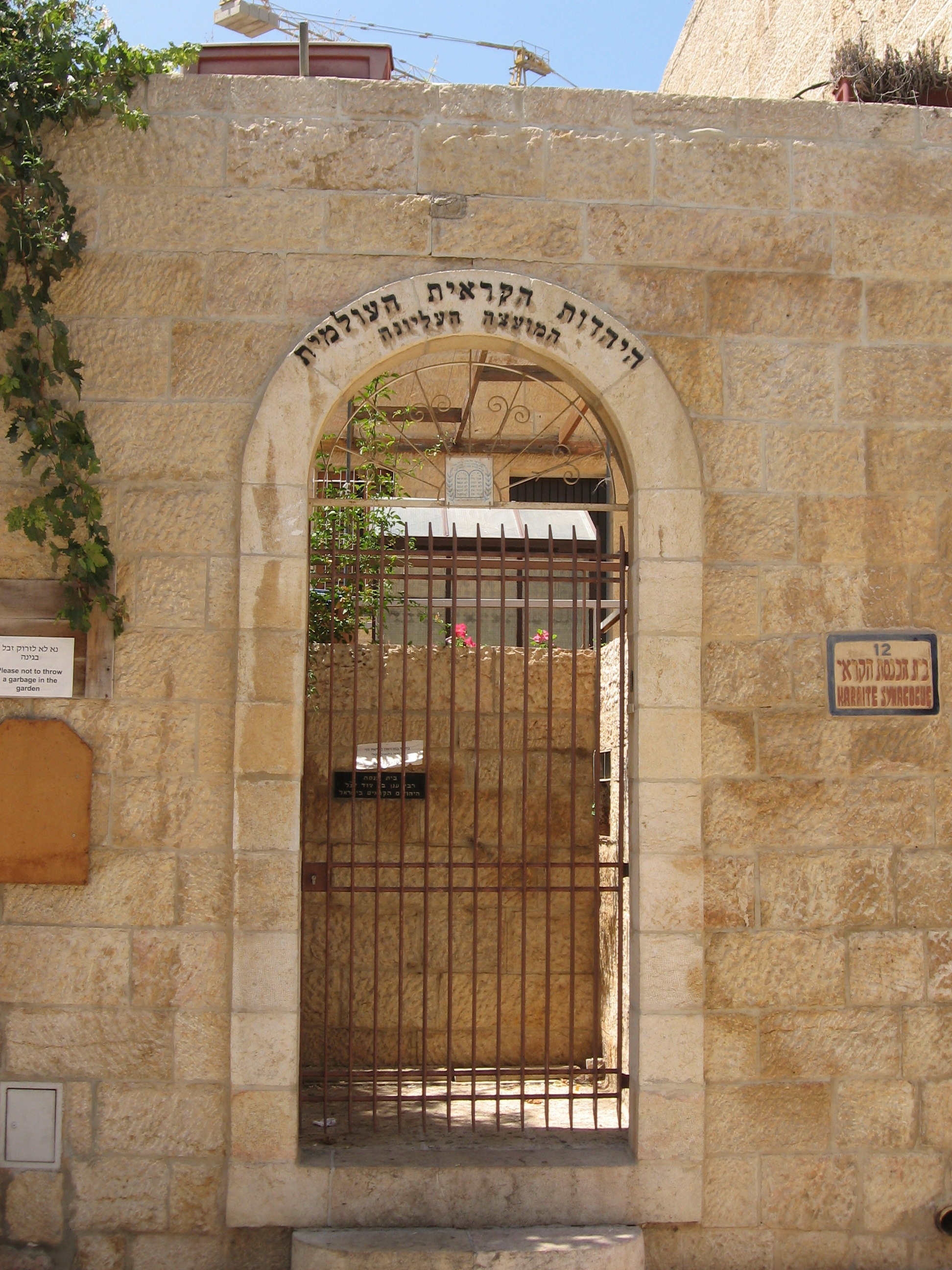
在以色列的犹太教卡拉派会堂

卡拉派保留所有在《塔纳赫》中“上帝赐予”的摩西律法，并不附加任何口头的律法，结果就是卡拉派不承认塔木德、密西拿等经籍。卡拉派认为，每个犹太人都有义务去慎密探究《塔纳赫》并由自己来定夺其中的奥义。
许多卡拉派信徒认为其信仰于上帝赐摩西十诫时业已成型，所以他们与目前由法利赛派衍生出的三大派系有巨大差异。根据卡拉派官方的描述：我们不接受任何由法利赛拉比犹太教（三大派系）控制的，接受口头法典的信徒。当今卡拉派在全世界范围内越有50000余名信徒，并且还在增加，位于美国加州的犹太教卡拉派大学积极地接收犹太人，非犹太人等皈依的信徒，自05年期已接受每年一批的非犹太人皈依。卡拉派比较与其他派系民族主义色彩并不很强烈。

## 可萨人及卡拉伊姆人
卡拉伊姆人是一支操突厥语族语言的犹太教卡拉派信徒，他们来自克里米亚，他们的语言也被称作卡拉伊姆语，据卡拉人的历史，他们在1397年受立陶宛公爵维陶塔斯之邀，移民至特拉凯，至今仍有小支卡拉伊姆人仍遵守传统地生活在当地。
卡拉伊姆人是可萨汗国（以犹太教卡拉派为国教的突厥汗國）的遗民，可萨人在被东罗马灭亡后一部分西迁融入进了阿什肯纳兹犹太人（德国犹太人等）中另一部分留在了原地并保留了自己的信仰，就是卡拉伊姆人。但他们目前大多仍同自己的“可萨人”身份，而不认为自己是犹太人。